# 福本村
福本村（ふくもとそん）は、岡山県英田郡にあった村。
廃止直前の福本村は、現在の美作市井口、奥、尾谷、福本、真神、三保原に当たる。

## 沿革
- 1889年6月1日 - 町村制施行に伴い、英田郡井口村、奥村、福本村、真神村、三保原村が合併し、福本村となる。大字福本に役場を置く。
- 1954年7月1日 - 英田郡巨勢村の内、大字尾谷を編入。巨勢村の残部は美作町へ編入となる。
- 1955年2月1日 - 英田郡河会村と合併し、英田町となる。

## 地名の読み方
- 井口（いぐち）
- 奥（おく）
- 尾谷（おたに）
- 福本（ふくもと）
- 真神（まがみ）
- 三保原（みほばら）

## 現在の様子

### 郵便番号
- 701-2601 美作市尾谷
- 701-2602 美作市真神
- 701-2603 美作市三保原
- 701-2604 美作市福本
- 701-2605 美作市奥
- 701-2606 美作市井口

### 教育

#### 幼稚園
- 美作市立英田幼稚園

#### 保育園
- 英田保育園

#### 小学校
- 美作市立英田小学校

#### 中学校
- 美作市立英田中学校

### 交通

#### 鉄道
旧村内を走る鉄道およびその駅なし

#### 道路

##### 高速道路
旧村内を走る高速道路なし

##### 国道
- 国道374号

##### 県道
- 主要地方道

旧村内を走る主要地方道なし
- 一般県道
  - 岡山県道414号福本和気線

### 河川・山岳

#### 河川
- 吉野川
- 河会川

#### 山岳
- 真木山
- 明見山

### 名所・旧跡・観光スポット・祭事・催事
- 長福寺

### 寺院・神社

#### 寺院
- 長福寺

#### 神社
- 大栄神社
- 奥神社
- 尾谷神社
- 瀧神社
- 福本神社
- 三保神社